# Нарва (станция)
На́рва (эст. Narva raudteejaam) — железнодорожная станция в Нарве, Эстония на линии Таллин — Нарва. Находится на расстоянии  132 км от Тапа и 209,6 км от Таллина. Станция обслуживает междугородние и международные пассажирские и грузовые поезда.
На станции расположено два перрона длиной 400 м, 40 стрелочных переводов и 25 железнодорожных путей, из которых семь способны принимать поезда длиной до 1500 м.

## Движение поездов по станции
Через станцию проходят линии рейсовых поездов Таллин — Нарва  (до 2022 года также Таллин — Санкт-Петербург и Таллин — Москва).

## История
Нарвский железнодорожный вокзал был открыт в 1870 году, в связи со строительством Балтийской железной дороги (Балтийский порт—Ревель— Нарва).

## Галерея

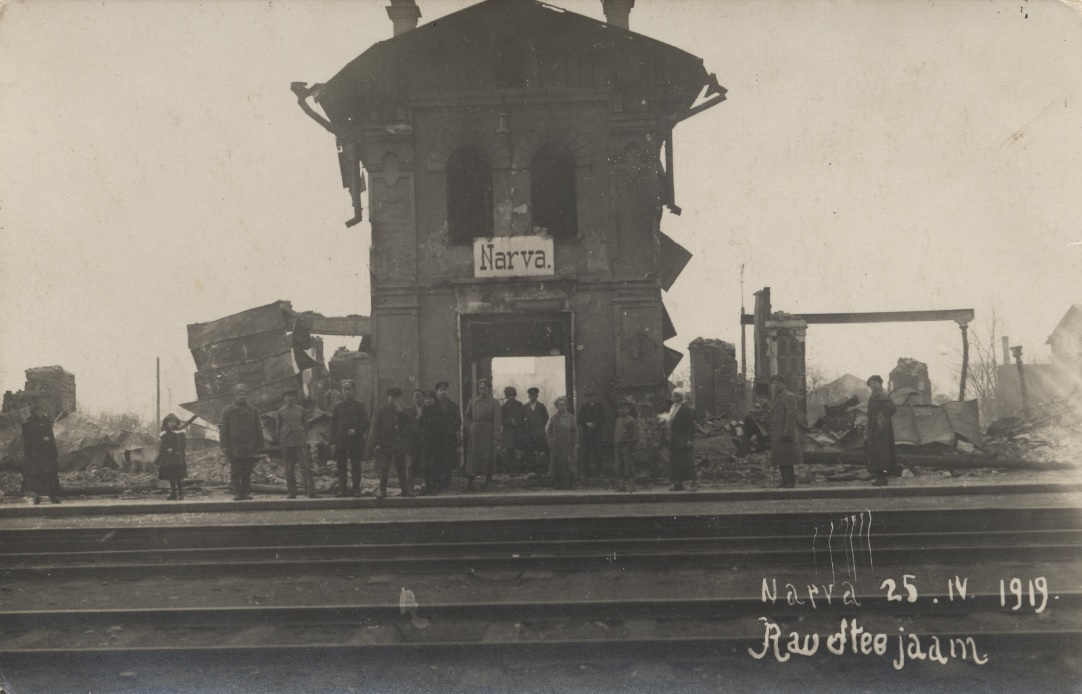
Разрушенный в ходе войны нарвский вокзал, 1919 год
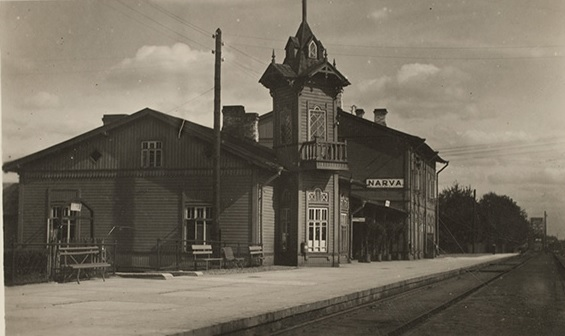
Нарвский вокзал в 1937 году
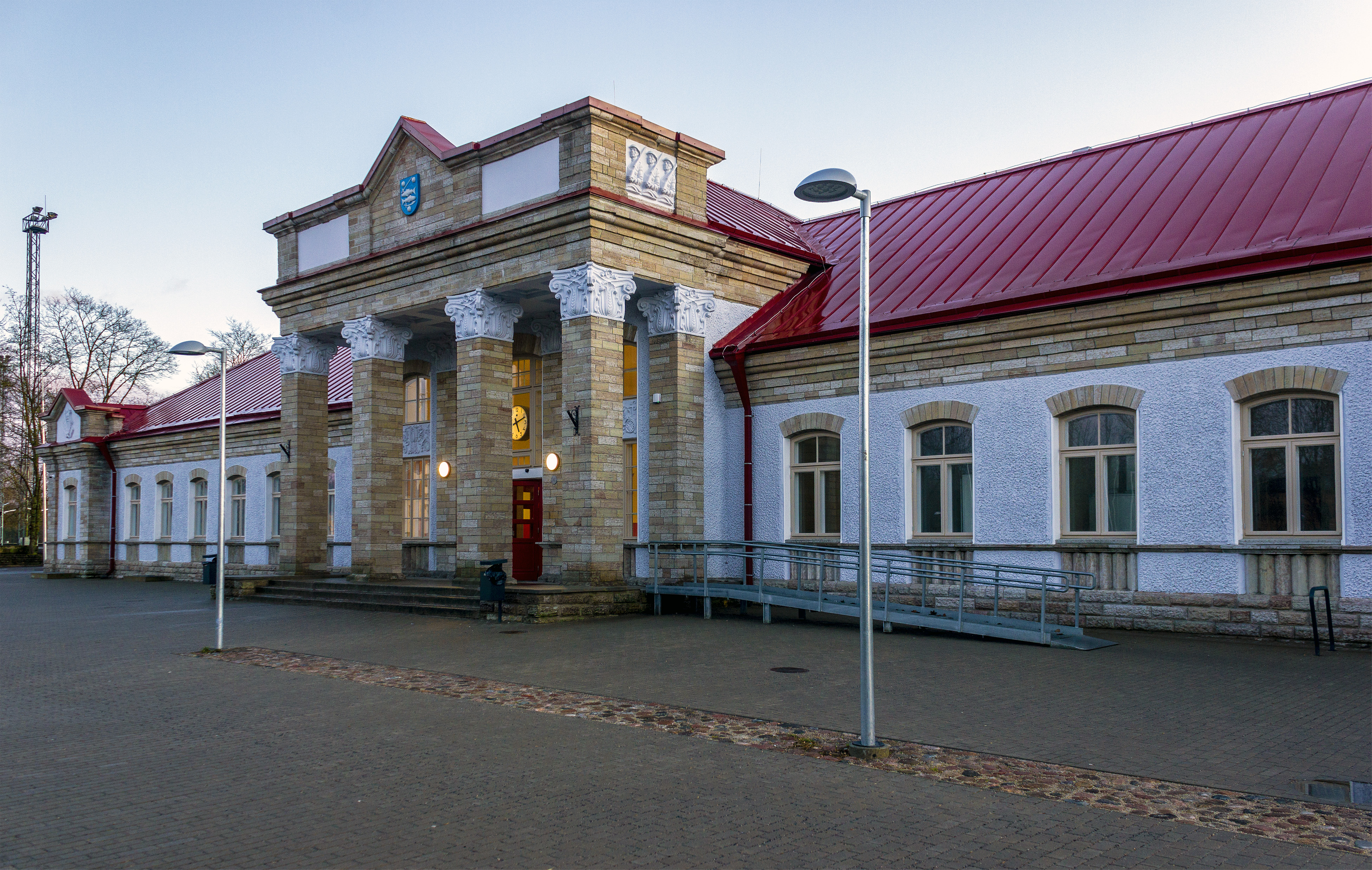
Здание вокзала в 2020 году
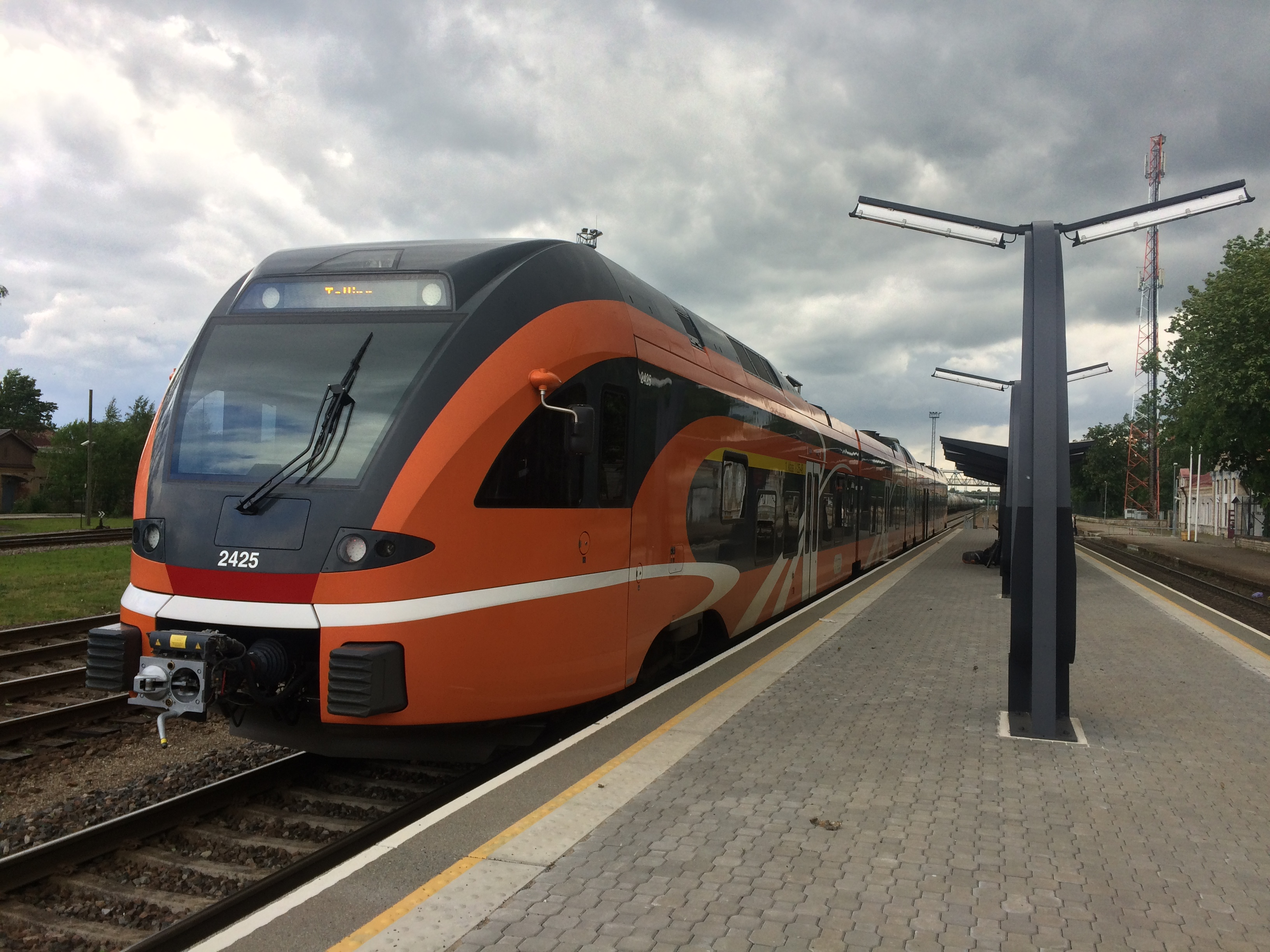
Пассажирский поезд Stadler FLIRT компании оператора Elron на платформе станции.